# Elektromagnet
Elektromagnet je naprava koja pokazuje magnetska svojstva samo dok njome teče električna struja. Naime, električna struja u prostoru oko električnog vodiča kroz koji prolazi stvara magnetsko polje. Za razliku od trajnoga magneta, kojemu je magnetičnost trajno svojstvo, elektromagnet je privremeni magnet jer prestankom toka struje nestaje i magnetsko polje. 
Najjednostavniji je elektromagnet električna zavojnica kroz koju može teći električna struja. Što je u zavojnici više zavoja, to je jače magnetsko polje uz jednaku električnu struju, a ono se pogotovo silno poveća, ako se u unutrašnjost zavojnice umetne jezgra od željeza ili čelika velike magnetske permeabilnosti. Kao i trajni magnet, elektromagnet privlači željezne predmete koji se nalaze u njegovoj blizini, a jednako tako ima najmanje dva magnetska pola.
Najjednostavnija je i najčešća primjena elektromagneta za nastanak upravljane privlačne sile, a to se rabi za pomicanje i držanje pri dizanju i premještanju željeznih predmeta u različitim elektrostrojarskim konstrukcijama. Na tome se osniva primjena elektromagneta u sklopnim aparatima, elektromagnetskim slušalicama i mikrofonima, mjernim električnim instrumentima i drugo. Vrlo je važna primjena elektromagneta za stvaranje jakih magnetskih polja potrebnih za elektromehaničku pretvorbu energije u električnim generatorima i električnim motorima. U takvim primjenama elektromagneti imaju više pari magnetskih polova, a mogu biti smješteni na statoru ili rotoru velikih električnih strojeva. Vrlo jaka magnetska polja, potrebna za rad s velikim i složenim instrumentima u laboratorijskim uvjetima (maseni spektrometar, akcelerator čestica i drugo), mogu se ostvariti samo primjenom snažnih elektromagneta.

## Objašnjenje
Zavojnica kroz koju teče struja stvara magnetsko polje s usmjerenjem magnetskog toka kroz unutrašnjost zavojnice koja se može odrediti po pravilu desne ruke. Unutar zavojnice stvara se magnetski tok, koji jača s porastom jakosti struje kroz zavojnicu, brojem navoja i presjekom jezgre zavojnice, a pada s dužinom jezgre. Velik uticaj na magnetski učinak ima materijal jezgre. Željezo dobro vodi magnetski tok, pa se u zavojnice umeće željezna jezgra od specijalnih magnetskih čelika (s povećanim sadržajem silicija). Ako se takav elektromagnet napaja izmjeničnom strujom, jezgra se izvodi iz paketa međusobno izoliranih transformatorskih limova ili posebnih sinter-materijala, koji sprječavaju pojavu vrtložnih struja, koje bi inače nepotrebno zagrijavale jezgru uz značajne gubitke energije.
Magnetski tok mora međutim biti zatvoren, slično strujnom krugu. Možemo zamisliti da magnetske silnice koje "izlaze" iz sjevernog pola, moraju "ući" u južni pol, tako da budu zatvorene. Kako međutim zrak slabo provodi magnetski tok, elektromagnet osim jezgre mora imati i željezni okvir ili plašt, kroz koji će se magnetski tok zatvoriti i izvan zavojnice. Zbog toga se elektromagneti motaju oko jarma ili se oko zavojnice izvodi limeni plašt, prema priloženim slikama. Magnetski tok se prekida samo na jednom mjestu i na tom mjestu će iskazivati silu, odnosno nastojat će "zatvoriti" zračni procjep privlačeći pomični dio željezne armature koji se zove kotva. Sila privlačenja među polovima to je veća, što je manji zračni raspor Z među polovima. Povećanje zračnog raspora drastično smanjuje silu elektromagneta. 
Kod takozvanih "dugohodnih" magneta, to jest onih kod kojih pomična kotva ima dugačak hod, ona se mora posebno prikladno oblikovati. 
Elektromagneti koji uključuju ili isključuju prigrađene kontakte, kada kroz njihov namotaj poteče struja, zovu se releji (posljednja slika). Uz pomoć releja se sa slabom upravljačkom strujom (na primjer elektronički upravljano) mogu uključivati ili isključivati jake struje.